# نصف‌النهار ۱۲۵ درجه غربی
نصف‌النهار ۱۲۵ درجه غربی ۱۲۵مین نصف‌النهار غربی از گرینویچ است که از لحاظ زمانی ۸ساعت و ۲۰دقیقه با گرینویچ اختلاف زمانی دارد.
این نصف‌النهار از قطب شمال شروع و از مناطق زیر گذشته و به قطب جنوب ختم می‌شود.
- کانادا
- اقیانوس آرام